# Monsun (Film)
Monsun ist ein US-amerikanisches Filmdrama aus dem Jahr 1952 von Rod Amateau mit Ursula Thiess, Diana Douglas und George Nader in den Hauptrollen. Der Film wurde unabhängig produziert und von United Artists in den Verleih gebracht. Er basiert auf dem Bühnenstück Romeo et Jeanette von Jean Anouilh.

## Handlung
Die Inderin Julia reist mit ihrem Verlobten Burton und dessen Mutter Katie, beides Amerikaner, von Bombay in ihr Heimatdorf, um ihre Familie zu besuchen. Sie finden das kleine Dorf verlassen vor. Mit ihrem Diener macht sich Katie auf den Weg in die nächste Stadt, um dort Nahrungsmittel zu kaufen. Julia ist beschämt und verärgert über ihre Familie, wird aber von Burton besänftigt. Kurz darauf treffen sie auf Julias Bruder Rault, der seine Schwester für nett aber langweilig hält.
In der Stadt beklagt sich Katie über ihre Kommunikationsschwierigkeiten mit den Händlern, bis Julias Vater Putsi zur Hilfe eilt. Der zügellose Künstler und Witwer lässt sich heimlich eine Kiste Zigarren in die Einkäufe packen. Putsi bringt Katie zurück ins Dorf und erklärt, dass sein Freiheitsdrang solch banale Dinge wie Haushalt verdränge. Die konventionelle Katie beschäftigt sich mit Kochen und anderen Hausarbeiten, auch um Putsis Avancen zu entgehen. Später erklären Rault und Putsi, dass Julias Zahlungen, mit denen sie ihre Familie unterstützt, von Julias Schwester Jeanette ergänzt werden, die ein Verhältnis mit dem Unternehmer Molac hat. Julia ist von Jeanettes Verhältnis verstört und gesteht Burton, dass sie so gerne Ordnung, Disziplin und Sauberkeit hätte, was ihre Familie jedoch ignoriert.
Jeanette erscheint zum Abendessen und ist wütend, dass Katie für das Mahl eines ihrer Hühner geschlachtet hat. Während Putsi und Rault Jeanette beruhigen und über die Unausweichlichkeit des Todes philosophieren, ist Burton von Julias jüngerer Schwester angetan. Schon bald haben sich Burton und Jeanette ineinander verliebt, doch Burton hat geschworen, Julia treu zu sein. Nach dem Abendessen sucht er dennoch Jeanette, die er in einem verlassenen Tempel findet, der für Jeanette ein Rückzugsort ist. Als sie ins Haus zurückkehren, löst Burton seine Verlobung mit Julia. Während Jeanette Julia verspottet und damit ihre Gelassenheit untergräbt, warnt Raul das Paar, dass die Götter Glücklichsein hassen und ihre Liebe zerstören werden.
Burton und Jeanette wollen wieder in den Tempel, müssen sich dabei durch ein vom Monsun ausgelöstes Unwetter kämpfen. Dort angekommen zieht Jeanette ein elegantes weißes Kleid an, das Burton für ein Hochzeitskleid hält, was Jeanette zurückweist. Später gibt sie zu, dass das Kleid ein Geschenk eines früheren Liebhabers ist, was Burton erzürnt, weil sie ausgerechnet das Kleid seines Rivalen bei ihrer Verabredung trägt. Der Streit wird von Rault unterbrochen, der dem Paar eine alte Legende erzählt, in dem sich die Frau eines zum Tode Verurteilten mit dem Henkersschwert selbst schneidet, um die Ängste ihres Mannes zu lindern. Jeanette erklärt, ihre Liebe zu Burton sei so stark, dass sie auf Kinder verzichten würde, um sich ihm vollkommen hinzugeben. Zum Beweis schneidet sie sich ins Handgelenk und wird von Kates Diener unterbrochen, der die drei von einem Selbstmordversuch Julias informiert. Während Burton und Rault nach kurzem Zögern zu Julia eilen, erscheint Molac und erzwingt von Jeanette einen Kuss.
Nach drei Tagen hat sich Julia erholt. Ihr Vater zeigt sich erfreut, dass die Besucher bald nach Hause zurückkehren. In einer kleinen Feier heiratet Jeanette Molac und erklärt Burton, ihr sei klar geworden, dass Burton für Julia bestimmt sei. Als Burton, Julia und Katie zur Rückfahrt ins Auto steigen, ersteigt Jeanette, beobachtet von Rault und Putsi, in ihrem Hochzeitskleid die Stufen des Tempels von Gomateshvara. Rault erklärt, dass Jeanette nicht zurückkommen werde, was Putsi Sorge bereitet. Verdrießlich verkündet Rault, dass Jeanette für ihren Selbstmord bestimmt sei.

## Hintergrund
Gedreht wurde der Film vom 8. Oktober bis in den November 1951 in den Studios der Minerva Movietone im indischen Bombay.
1948 wurde ein Drehbuch mit dem Titel Wild Girl an Motion Picture Association gesandt, das von Jean Renoir filmisch umgesetzt werden sollte. Joseph Breen wies das Drehbuch zurück, da es dem Hays Code nicht entspreche, weil eine unmoralische Frau glorifiziert werde. Hinzu komme die inhärente Sexualität und der unreligiöse Tonfall. Bis 1950 wurde das Drehbuch unter der Federführung der Film Group, Inc. umgeschrieben.
Trotz der Bearbeitung kritisierte die Zensurbehörde noch 1951 weiterhin die Immoralität sowie den Liebesselbstmord der Hauptdarstellerin. Bis September 1952 hielt Breen den Film zurück, bis zwei Szenen mit der nackten Statue des Propheten Gomateshvara entfernt wurden.
George Jenkins war für das Szenenbild zuständig.
Für die Deutsche Ursula Thiess war es die erste Rolle in einem Hollywood-Film.

## Veröffentlichung
Die Premiere des Films fand im August 1952 bei den Internationalen Filmfestspielen von Venedig statt. Der Kinostart in den USA erfolgte im November 1952. In der Bundesrepublik Deutschland kam er am 9. April 1954 in die Kinos.

## Kritiken
Das Lexikon des internationalen Films schrieb: „Vor attraktiver Naturkulisse spielendes Leidenschaftsdrama, das sich an Jean Anouilh anlehnt, aber mit geschwollenen Dialogen über gekünstelte Lethargie kaum hinauskommt.“